# Stokellia
Stokellia is een monotypisch geslacht van straalvinnige vissen uit de familie van Nieuw-Zeelandse snoekforellen of smelten (Retropinnidae).

## Soort
- Stokellia anisodon (Stokell, 1941)